# Roure
Roure je francouzská horská obec, která se nachází v departementu Alpes-Maritimes, v regionu Provence-Alpes-Côte d 'Azur.

## Poloha
Malebná obec, která si zachovala starobylý ráz, má rozlohu 40.3 km². Nejvyšší bod je položen 2339 m n. m. a nejnižší bod je 500 m n. m.

## Obyvatelstvo
Počet obyvatel obce je 206 (2011) a od roku 1980 stále roste.